# Вероніка Жанс
Вероніка Жанс (фр. Véronique Gens; нар. 19 квітня 1966, Орлеан) — французька оперна співачка (сопрано). Здобула популярність як виконавиця вокальних партій в репертуарі епохи бароко.

## Біографія
Народилася в сім'ї лікаря. Навчалася в Паризькій консерваторії, де завоювала першу премію на конкурсі вокалістів. Дебютувала в 1986 році в Парижі, де співала з бароковим оркестром Les Arts Florissants. У 1989 році з успіхом виступила на міжнародному Екс-ан-Прованському оперному фестивалі («Королева фей» Г. Перселла). Прославилася в 1990-ті рр. як інтерпретаторка музики К. Монтеверді, Ж. Б. Люллі , Ж. Ф. Рамо , Г. Ф. Генделя , Й. С. Баха та ін. композиторів епохи бароко.
Жанс відома також партіями в моцартівському репертуарі. У 1994 році виконала роль Графині Альмавіва (Весілля Фігаро) на сцені оперного театру Ліона. У тому ж сезоні співала Реквієм Моцарта. В її виконанні багаторазово звучали партії донни Ельвіри («Дон Жуан»), Вітелії («Милосердя Тіта»), Паміни («Чарівна флейта»). Жанс виконувала також музику XIX—XX століть, переважно французького походження, в тому числі партію Мелізанди (опера «Пеллеас і Мелізанда» К. Дебюссі) і Мадам Лідуан («Діалоги кармеліток» Ф. Пуленка), вокальний цикл Г. Берліоза «Літні ночі», кантату М. Равеля «Аліса», камерну лірику К. Дебюссі і Ґ. Форе, Ж. Кантелуба і т. ін. Виконувала також головні партії в опереті «Весела вдова» Ф. Легара (у французькому перекладі; Ліонская опера, 2006) і в опері «Євгеній Онєгін» П. І. Чайковського.
Жанс виступала на сцені найбільших оперних театрів, серед яких лондонський «Ковент-Ґарден», Віденська державна опера, Паризька опера, Баварська державна опера, брюссельський «Ла Монне», барселонський «Лісеу». Учасниця міжнародних музичних фестивалів в Екс-ан-Провансі (неодноразово), Амброні, Зальцбурзі, Глайндборні, Танґлвуді (США) й ін.
Записала багато аудіозаписів (більше 90 CD і DVD). У 2002 році Вероніка Жанс була вшанована французькою музичною премією Victoires de la Musique як найкраща співачка року. Кавалерка ордена Почесного легіону.